# Rosa (film)
Rosa è  un film italiano del 2019 diretto da Katja Colja.

## Trama
Rosa è una sessantenne grigia e spenta, che vive una quotidianità monotona in una vecchia casa di Trieste, da tempo in vendita. Lei e il marito sloveno Igor, sposati da quarant'anni, trascinano stancamente una relazione logora priva di dialogo e di intimità, in cui i due coniugi non condividono né il letto né la tavola, tranne quando è ospite a pranzo la figlia Nadia. Quest'ultima è impegnata nei preparativi per le sue nozze e cerca di coinvolgere la madre nell'organizzazione, ma Rosa è troppo chiusa nel proprio dolore e nella propria solitudine da quando è morta l'altra figlia, Maja.
La ragazza, che era vista da tutti come uno spirito ribelle e indomito, è uscita in mare con la sua barca in un giorno di tempesta ed è andata dispersa. Quando la barca ha fatto ritorno sulla costa, Maja non c'era più. Da allora, la famiglia e soprattutto Rosa hanno subito una profonda crisi esistenziale. La camera di Maja è chiusa da quel giorno e Rosa ne nasconde la chiave. Igor, invece, di nascosto dalla moglie sta restaurando l'imbarcazione della ragazza con l'obiettivo di rimetterla in mare. Una mattina, cercando una foto della figlia da mettere sulla lapide, Rosa trova in un cassetto le indicazioni che la portano in un salone di parrucchiera gestito dall'esuberante Lena. Nel retrobottega, Lena gestisce ogni giovedì incontri privati tra signore in cui vende biancheria intima e sex toys. Inizialmente turbata dalla scoperta che la figlia defunta era impegnata con Lena nell'attività, Rosa decide di andare oltre i suoi confini per capire e conoscere un mondo che Maja le aveva tenuto nascosto.
Il percorso di scoperta di Rosa la porta a mettersi in gioco, sia in campo sessuale che in campo personale, riallacciando vecchi legami. Da giovane, infatti, Rosa ha svolto l'attività di contrabbandiera tra il confine italiano e quello jugoslavo insieme ad un socio di nome Brane. A distanza di tanti anni da quella che lei considerava una parentesi ormai chiusa, Rosa contatta nuovamente Brane per aiutare Lena nei suoi affari.

## Produzione
Il film rappresenta il lungometraggio d'esordio della regista Katja Colja, nonché la prima pellicola come protagonista assoluta per Lunetta Savino.
La regista, autrice della sceneggiatura insieme ad Elisa Amoruso e Tania Pedroni, dichiarò di essersi ispirata a sua madre e al percorso di rinascita personale affrontato dalla donna dopo la morte del marito. La sceneggiatura pone come temi centrali due grandi tabù come la morte e il sesso, connettendoli nel personaggio di Rosa affinché ella sfrutti la riscoperta del piacere sessuale in età matura come strumento per ritornare a vivere dopo un grande dolore dovuto alla morte della figlia minore. L'attrice protagonista affermò di aver accettato il ruolo proprio per la scommessa di trattare i due argomenti e definì il film "rivoluzionario".
A livello stilistico, la fotografia è caratterizzata dall'uso costante di contrasti: vengono contrapposti il grigiore e il silenzio degli spazi casalinghi in cui si muove Rosa ai colori vivi e ai rumori del salone di Lena. L'utilizzo dei sex toys non è proposto in maniera esplicita e provocatoria, ma inserito nel racconto come funzionale rispetto al percorso di rinascita della protagonista.
Cofinanziato dalla FVG Film Commission, incassò nelle sale poco meno di diciottomila euro.

## Accoglienza
Il film fu presentato in anteprima mondiale al Bari International Film Festival, nella sezione "Panorama Internazionale".
Elisabetta Bartucca, su Movieplayer.it definì l'opera "un film di rara grazia" e riguardo l'interpretazione di Lunetta Savino affermò "composta, trattenuta e così abile a lavorare per sottrazione, tratteggia una protagonista in continua evoluzione, il film è lei". Su Sentieri selvaggi, Antonio D'Onofrio evidenziò nella pellicola "il racconto di una famiglia che intercetta innanzitutto il lato umano ma riesce con la cura dei dettagli e la scrittura dei personaggi ad inserire un discorso politico legato al lavoro, alla legalità, ad un’utopia che un tempo era lì, a pochi chilometri, a sognare tutta un’altra storia". Su Cineuropa venne recensito come "Non è uno di quei film da cui aspettarsi grandi colpi di scena: la sceneggiatura, molto semplice e lineare, mette al centro i piccoli gesti di vita quotidiana, ciò che rimane di una famiglia e di quarant’anni di matrimonio dopo un grave lutto", ma fu apprezzato il lavoro di Lunetta Savino che "si concede all’obiettivo della regista in maniera toccante". Martina Barone, su Cinematographe.it, sostenne che l'opera prima di Katja Colja "non sarebbe potuta essere più audace" e aggiunse "pur nella sua semplicità, pur in quelle sue leggere pecche che riescono fortunatamente a passare in secondo piano nella funzione complessiva della pellicola, il suo Rosa intende esplorare in maniera disinvolta, eppure attenta e delicata, temi ancora ignorati nel panorama italiano". Giulia Lucchini della Rivista del cinematografo assegnò al film un punteggio di tre stelle e mezzo, definendo "coraggiosa" la regista "perché nella sua opera prima ha scelto non solo di affrontare il tema dell’elaborazione del lutto di un figlio. Ma ha deciso di legarvi anche quello ancora più audace della riscoperta della sessualità in età adulta".
Grazie all'interpretazione di Rosa, Lunetta Savino vinse nel 2020 il Premio Flaiano per la cinematografia. Ottenne inoltre la candidatura al Nastro d'argento alla migliore attrice protagonista e al David di Donatello per la migliore attrice protagonista.

## Riconoscimenti
- 2020 - David di Donatello
  - Candidatura alla migliore attrice protagonista a Lunetta Savino

- 2020 - Nastro d'argento
  - Candidatura alla migliore attrice protagonista a Lunetta Savino

- 2019 - Shanghai International Film Festival
  - Candidatura al miglior film

- 2019 - Festival of Slovenian Film
  - Miglior sceneggiatura

- 2019 - K3 Film Festival
  - Miglior film